# Іван Нею
Іва́н Лату́р Нею́ Нупа́ (фр. Yvan Latour Neyou Noupa; нар. 3 січня 1997, Дуала) — камерунський футболіст, півзахисник іспанського клубу «Хетафе» і збірної Камеруну.

## Клубна кар'єра

### «Седан» і «Лаваль»
Почав займатися футболом в системі «Седана». 27 травня 2016 року в матчі проти «Шатору» дебютував у Насьйоналі. 31 січня 2017 року перейшов в клуб Ліги 2 «Лаваль». 10 лютого в матчі Ліги 2 проти клубу «Ред Стар» дебютував за «Лаваль», вийшовши на заміну Ромену Баяру.

### «Брага Б»
31 серпня 2018 року приєднався до резервної команди португальського клубу «Брага». 13 січня 2019 року дебютував за команду в матчі Другої ліги проти «Бенфіки Б». 18 травня в поєдинку з тією ж «Бенфікою Б» забив свої перші голи за «Брагу Б», відзначившись дублем.

### «Сент-Етьєн»
9 липня 2020 року відправився в сезонну оренду до французького клубу Ліги 1 «Сент-Етьєн» з правом викупу. 24 липня дебютував за «Сент-Етьєн», вийшовши на заміну Магді Камара у фінальному матчі Кубка Франції проти «Парі Сен-Жермен», в якому його команда поступилась 0–1. 30 серпня в поєдинку проти «Лор'яна» дебютував у Лізі 1. 18 листопада 2020 року підписав повноцінний контракт із «Сент-Етьєном» до 2024 року. 16 грудня того ж року в матчі Ліги 1 проти «Бордо» забив свій перший гол за «Сент-Етьєн».

### «Леганес»
31 серпня 2022 року перейшов на правах оренди в іспанський клуб Сегунди «Леганес» до кінця сезону. 2 вересня дебютував за «Леганес» в матчі Сегунди проти «Ейбара», замінивши Дані Рабу. Всього за час оренди провів 21 зустріч за «Леганес».
1 серпня 2023 року підписав з клубом повноцінний контракт до 2025 року. 26 листопада 2023 року в матчі Сегунди проти «Расінга» (Ферроль) забив свій перший гол за клуб, реалізувавши пенальті. Загалом у сезоні 2023–24 провів 36 поєдинків за «Леганес», допомігши команді виграти Сегунду та підвищитись у класі.
17 серпня 2024 року в матчі проти «Осасуни» дебютував у Ла-Лізі, вийшовши в стартовому складі. 20 жовтня в поєдинку проти мадридського «Атлетіко» забив свій перший гол у Ла-Лізі.

### «Хетафе»
1 липня 2025 року підписав трирічний контракт з «Хетафе».

## Кар'єра в збірній
У жовтні 2020 року вперше викликаний до збірної Камеруну головним тренером Тоні Консейсаном.
4 червня 2021 року в товариському матчі з Нігерією дебютував за збірну Камеруну, замінивши Мартіна Онглу. 22 грудня того ж року потрапив до заявки збірної на домашній Кубок африканських націй 2021. На турнірі зіграв у матчі групового етапу проти збірної Буркіна-Фасо, а також у поєдинку чвертьфіналу проти Гамбії, а камерунці у підсумку стали бронзовими призерами, здолавши в матчі за 3-тє місце збірну Буркіна-Фасо у серії пенальті.
28 грудня 2023 включений в заявку збірної Камеруну для участі в матчах фінальної частини Кубка африканських націй 2023, що проходив у Кот-д'Івуарі. На турнірі зіграв лише в матчі групового етапу проти збірної Сенегалу, а камерунці пройшли в 1/16 фіналу, де поступились нігерійцям.

## Статистика виступів

### Клубна статистика
Станом на 14 травня 2025 
| Клуб              | Сезон             | Чемпіонат         | Чемпіонат | Чемпіонат | Кубок | Кубок | Інші  | Інші | Всього | Всього |
| Клуб              | Сезон             | Дивізіон          | Матчі     | Голи      | Матчі | Голи  | Матчі | Голи | Матчі  | Голи   |
| ----------------- | ----------------- | ----------------- | --------- | --------- | ----- | ----- | ----- | ---- | ------ | ------ |
| Седан             | 2015–16           | Насьйональ        | 2         | 0         | —     | —     | —     | —    | 2      | 0      |
| Седан             | 2016–17           | Насьйональ        | 15        | 0         | 1     | 0     | —     | —    | 16     | 0      |
| Седан             | Всього            | Всього            | 17        | 0         | 1     | 0     | 0     | 0    | 18     | 0      |
| Лаваль            | 2016–17           | Ліга 2            | 5         | 0         | —     | —     | —     | —    | 5      | 0      |
| Лаваль            | 2017–18           | Насьйональ        | 17        | 1         | —     | —     | 1     | 0    | 18     | 1      |
| Лаваль            | Всього            | Всього            | 22        | 1         | 0     | 0     | 1     | 0    | 23     | 1      |
| Лаваль Б          | 2016–17           | Насьйональ 3      | 5         | 2         | —     | —     | —     | —    | 5      | 2      |
| Лаваль Б          | 2017–18           | Насьйональ 3      | 8         | 2         | —     | —     | —     | —    | 8      | 2      |
| Лаваль Б          | Всього            | Всього            | 13        | 4         | 0     | 0     | 0     | 0    | 13     | 4      |
| Брага Б           | 2018–19           | Сегунда-ліга      | 8         | 2         | —     | —     | —     | —    | 8      | 2      |
| Брага Б           | 2019–20           | Терсейра-ліга     | 14        | 0         | —     | —     | —     | —    | 14     | 0      |
| Брага Б           | Всього            | Всього            | 22        | 2         | 0     | 0     | 0     | 0    | 22     | 2      |
| → Сент-Етьєн      | 2019–20           | Ліга 1            | 0         | 0         | 1     | 0     | —     | —    | 1      | 0      |
| → Сент-Етьєн      | 2020–21           | Ліга 1            | 9         | 0         | 0     | 0     | —     | —    | 9      | 0      |
| Сент-Етьєн        | 2020–21           | Ліга 1            | 22        | 1         | 0     | 0     | —     | —    | 22     | 1      |
| Сент-Етьєн        | 2021–22           | Ліга 1            | 16        | 0         | 0     | 0     | —     | —    | 16     | 0      |
| Сент-Етьєн        | 2022–23           | Ліга 2            | 2         | 0         | 0     | 0     | —     | —    | 2      | 0      |
| Сент-Етьєн        | Всього            | Всього            | 49        | 1         | 1     | 0     | 0     | 0    | 50     | 1      |
| → Леганес         | 2022–23           | Сегунда Дивізіон  | 21        | 0         | 0     | 0     | —     | —    | 21     | 0      |
| Леганес           | 2023–24           | Сегунда Дивізіон  | 35        | 1         | 1     | 0     | —     | —    | 36     | 1      |
| Леганес           | 2024–25           | Ла-Ліга           | 30        | 1         | 3     | 0     | —     | —    | 33     | 1      |
| Леганес           | Всього            | Всього            | 86        | 2         | 4     | 0     | 0     | 0    | 90     | 2      |
| Хетафе            | 2025–26           | Ла-Ліга           | 0         | 0         | 0     | 0     | —     | —    | 0      | 0      |
| Всього за кар'єру | Всього за кар'єру | Всього за кар'єру | 209       | 10        | 6     | 0     | 1     | 0    | 216    | 10     |

### Міжнародна статистика
Станом на 19 листопада 2024 
| Збірна            | Сезон             | Товариські | Товариські | Офіційні | Офіційні | Всього | Всього |
| Збірна            | Сезон             | Матчі      | Голи       | Матчі    | Голи     | Матчі  | Голи   |
| ----------------- | ----------------- | ---------- | ---------- | -------- | -------- | ------ | ------ |
| Камерун           |                   |            |            |          |          |        |        |
| 2021              | 1                 | 0          | 2          | 0        | 3        | 0      |        |
| 2022              | 0                 | 0          | 2          | 0        | 2        | 0      |        |
| 2023              | 0                 | 0          | 1          | 0        | 1        | 0      |        |
| 2024              | 0                 | 0          | 5          | 0        | 5        | 0      |        |
| Всього за кар'єру | Всього за кар'єру | 1          | 0          | 10       | 0        | 11     | 0      |

### Матчі за збірну
Станом на 19 листопада 2024 
| Матчі Івана Нею за збірну Камеруну | Матчі Івана Нею за збірну Камеруну | Матчі Івана Нею за збірну Камеруну | Матчі Івана Нею за збірну Камеруну | Матчі Івана Нею за збірну Камеруну | Матчі Івана Нею за збірну Камеруну | Матчі Івана Нею за збірну Камеруну | Матчі Івана Нею за збірну Камеруну |
| №                                  | Дата                               | Суперник                           | Рахунок                            | Голи                               | Картки                             | Хвилини                            | Змагання                           |
| ---------------------------------- | ---------------------------------- | ---------------------------------- | ---------------------------------- | ---------------------------------- | ---------------------------------- | ---------------------------------- | ---------------------------------- |
| 1                                  | 4 червня 2021                      | Нігерія                            | 1–0                                |                                    |                                    | 16'                                | Товариський матч                   |
| 2                                  | 3 вересня 2021                     | Малаві                             | 2–0                                |                                    |                                    | 25'                                | Відбіркові матчі ЧС-2022           |
| 3                                  | 11 жовтня 2021                     | Мозамбік                           | 1–0                                |                                    | 90'                                | 45'                                | Відбіркові матчі ЧС-2022           |
| 4                                  | 9 січня 2022                       | Буркіна-Фасо                       | 2–1                                |                                    |                                    | 2'                                 | Фінальні матчі КАН-2021            |
| 5                                  | 29 січня 2022                      | Гамбія                             | 2–0                                |                                    |                                    | 3'                                 | Фінальні матчі КАН-2021            |
| 6                                  | 17 листопада 2023                  | Маврикій                           | 3–0                                |                                    |                                    | 83'                                | Відбіркові матчі ЧС-2026           |
| 7                                  | 19 січня 2024                      | Сенегал                            | 1–3                                |                                    | 75'                                | 79'                                | Фінальні матчі КАН-2023            |
| 8                                  | 7 вересня 2024                     | Намібія                            | 1–0                                |                                    |                                    | 21'                                | Відбіркові матчі КАН-2025          |
| 9                                  | 10 вересня 2024                    | Зімбабве                           | 0–0                                |                                    |                                    | 22'                                | Відбіркові матчі КАН-2025          |
| 10                                 | 13 листопада 2024                  | Намібія                            | 0–0                                |                                    |                                    | 84'                                | Відбіркові матчі КАН-2025          |
| 11                                 | 19 листопада 2024                  | Зімбабве                           | 2–1                                |                                    |                                    | 20'                                | Відбіркові матчі КАН-2025          |

Всього: 11 матчів / 0 голів; 8 перемог, 2 нічиїх, 1 поразка.

## Досягнення
«Леганес»
- Переможець Сегунди Дивізіону: 2023–24[41]

Збірна Камеруну
- Бронзовий призер Кубка африканських націй: 2021[42]